# Nissan
Nissan Motor Co., Ltd. (яп. 日産自動車株式会社, ніссан дзідо: ся кабусікігайся) — японська автомобільна компанія, одна з найбільших у світі. Компанія заснована в 1933 році. Штаб-квартира до 2010 року була в Токіо, потім перенесли в Йокогаму.

## Власники і керівництво
44,4 % акцій компанії належать французькій компанії Renault S.A.. Президент і старший виконавчий директор — Хірото Сайкава.

## Історія

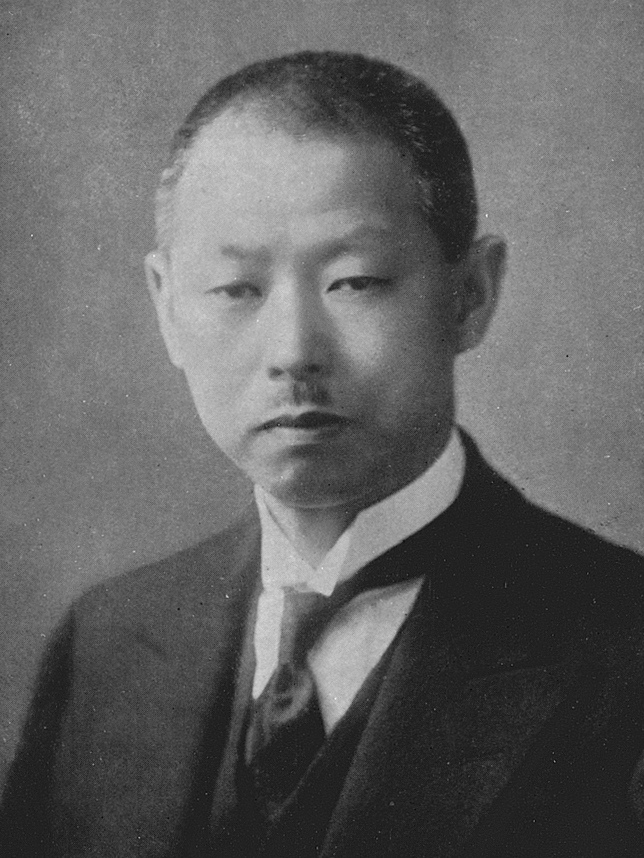
Перший президент компанії — Аікава Йосісукі (鮎川義介), 1939 рік.

Датою заснування корпорації вважається 26 грудня 1933 року, коли в результаті злиття компаній «Тобата імоно» та «Ніхон санге» була створена нова компанія, яка з 1 червня 1934 року носить назву «Ніссан мотор» (за першими складами назви компанії «Ніхон санге» - "Японська промисловість"). Найстаріший попередник був заснований в 1911 Масудзіро Насімото, який побудував перший японський автомобіль DAT, наступні моделі називалися Datsun. Перший інтегрований автозавод компанії був побудований в 1935 в Йокогамі за участю американських фахівців.
У травні 1935 року компанія прийняла рішення про розвиток торгової марки «Ніссан», але практично до 1980-х років обличчям компанії були різні модифікації автомобілів Datsun, що випускалися ще до створення компанії (1986 року ця марка перестала існувати, а в 2013 році виробництво автомобілів Datsun було відновлено).
Після Другої світової війни компанія розвивалася за технічної підтримки зарубіжних автовиробників, таких як Renault,  Hillman і Willys-Overland, а в 1952 році Nissan уклав ліцензійну угоду з британською Austin Motor Company. З початку 1950-х років компанія активно та успішно стала займатися розробкою та виробництвом ракетних двигунів, установок для запуску ракет, а потім вирішила розширити виробничу сферу, зайнявшись також виробництвом двигунів для кораблебудівної галузі. За допомогою побудованої компанією ракети Лямбда-4S в 1970 році був запущений перший японський супутник Осумі.
У 1958 році почалися постачання автомобілів до США, а в 1964 році стала першою японською компанією, що увійшла до десятки найбільших автоімпортерів у США. У 1962 році почалися постачання автомобілів до Європи. Перше закордонне складальне виробництво Nissan було відкрито в 1959 році на Тайвані, в 1960-х роках заводи компанії з'явилися в Мексиці, Перу та Австралії.
У 1976 році, завдяки власному флоту, Nissan став найбільшим експортером автомобілів у світі, а наступного року сукупна кількість проданих автомобілів (за всі роки функціонування) перевищила 20 млн. У 1981 році корпорація підписала угоду з Volkswagen про виробництво та продаж легкових автомобілів у Японії. У 1992 році на частку «Ніссана» припадало 17 % автомобілів, що належать японському населенню. У 1989 році почалися продажі автомобілів під брендом Infiniti.
У середині 1990-х років компанія зазнавала суттєвих фінансових труднощів, вже в 1992 році Nissan вперше у своїй історії показав збитки, які почали наростати; борг компанії становив $32 млрд. У 1994 році Nissan першим з японських автовиробників закрив завод у Японії, також було проведено скорочення персоналу в інших країнах. Коли 1999 року до банкрутства залишалося кілька тижнів, 36,8 % акцій компанії було куплено за $5,4 млрд французької Renault ; в 2002 році французька компанія збільшила свою частку до 44,4 % акцій, а Nissan, у свою чергу, придбала 15 % акцій Renault.
Поставлений "Рено" на чолі "Ніссан" Карлос Гон зумів втілити програму відродження фірми (англ.  Nissan Revival Plan, NRP) і вивів компанію з кризи, внаслідок чого набув великої популярності в Японії. Програма включала продаж неосновних активів, таких як підрозділи аерокосмічних технологій та мобільного зв'язку, частки в компанії Fuji Heavy Industries, а також закриття 5 заводів у Японії та подальші скорочення робітників.
У червні 2003 року було створено спільне підприємство з китайською групою Dongfeng.
Внаслідок найсильнішого землетрусу японські заводи корпорації були закриті з 11 по 23 березня 2011 року, підприємство з виробництва двигунів Nissan Iwaki простоювало до 17 квітня, не вдалося виробити близько 55 тис. автомобілів.
12 травня 2016 стало відомо, що Ніссан набуває 34 % акцій іншого виробника з Японії — Mitsubishi Motors Corporation  — і створює з ним новий альянс. 
19 листопада 2018 року Карлос Гон, колишній президент і виконавчий директор був арештований. Його звинувачують у привласненні $44 млн корпоративних коштів, переведення $1,7 млн своїй сестрі у Бразилію, проживання у шести розкішних будинках у Токіо, Нью-Йорку, Ріо, Бейруті, Парижі та Амстердамі. Разом з ним був також арештований директор Renault Грег Келлі. З 22 листопада 2018 року компанію очолив японець Хірото Сайкава. 
У 2018 році компанія припинила розробку дизельних двигунів. Легкові автомобілі з дизельними двигунами вже заборонені в США і Японії. В Європі вже також діють обмеження на рух дизельних легкових автомобілів у великих містах. Партнер японської компанії Renault також планує припинити розробку дизельних двигунів (трохи раніше про відмову від розробки дизелів повідомило Volvo). Японська компанія поки що (до 2020) буде випускати такі авто, але замість того, щоб розробляти нові, буде використовувати дизельні двигуни інших компаній.
У березні 2019 року компанія представила нову модель продажу автомобілів, назва якої City Hub. Творці цього проєкту об'єднали концептуальний магазин та електронну торгівлю за допомогою нових технологій.
8 квітня 2019 року акціонери японського автоконцерну на позачергових зборах виключили з ради директорів Карлоса Гона, звинуваченого у фінансових махінаціях, і того ж дня акціонери вирішили включити до складу ради директорів «Нісан» нового президента «Рено», Жана-Домініка Cенара. У червні 2020 року компанія Nissan оголосила про припинення використання бренду Datsun. Моделі для російського ринку (on-DO та mi-DO) вироблялися на заводі АвтоВАЗ до грудня 2020 року, після чого випуск моделей припинився.
У серпні 2020 року Financial Times повідомила з посиланням на свої джерела, що наприкінці 2019 року радники прем'єр-міністра Японії Сіндзо Абе запропонували Nissan об'єднатися з Honda, щоб покращити позиції японського автопрому, який знаходиться під натиском виробників з інших країн, особливо з Китаю. Однак, як повідомляється, обидві компанії відхилили цю пропозицію ще до того, як вибухнула пандемія COVID-19.
У січні 2023 року Renault заявила, що має намір передати майже 30 % свого контрольного пакету акцій Nissan у французький траст (очікує схвалення обома компаніями), зменшивши свої акції з правом голосу до міноритарних 15 % і, таким чином, зробивши Nissan акцій Renault, щоб отримати право голосу. Співвідношення акцій і голосів обох компаній буде зафіксовано в майбутньому. Угода також передбачала інвестиції Nissan в Ampere (пропонована дочірня компанія Renault для електромобілів) і проєкти на різних ринках. У лютому 2023 року обидві компанії схвалили зміну пакетів акцій. Остаточні деталі та регуляторні дозволи для транзакції повинні були бути завершені до першого кварталу 2023 року, а це було зроблено до четвертого кварталу. Компанії також схвалили спільні проєкти та інвестиції Nissan Ampere. Передача акцій була завершена в листопаді 2023 року.
У листопаді 2024 року компанія Nissan оголосила про екстрений план реабілітації, який передбачав зниження прогнозу річного операційного прибутку на 70 % до 150 млрд ієн ($975 млн), що стало другим переглядом у бік зниження після скорочення на 17 % на початку цього року. Nissan також заявив, що скоротить 9000 робочих місць і скоротить глобальні виробничі потужності на п'яту частину. 
8 листопада 2024 року акції Nissan впали на 6 % після того, як компанія оголосила про скорочення 9000 робочих місць і знизила прогноз прибутку через слабкі продажі в Китаї та США. 
27 листопада 2024 року Nissan оголосив про звільнення 1000 робочих місць у Таїланді, щоб зменшити виробництво в регіоні Південно-Східної Азії. Компанія Nissan також заявила, що об’єднає два заводи в провінції Самут Пракан в один до вересня 2025 року. 3 грудня 2024 року було повідомлено, що головний фінансовий директор Стівен Ма залишить свою посаду через 17 місяців після того, коли Ашвані Гупта залишив пост головного операційного директора в 2023 році.
23 грудня 2024 року японські автомобільні корпорації Nissan і Honda оголосили про злиття в результаті чого, компанії будуть єдиним холдингом. Це могло статись вже у 2026 році, але в лютому 2025 року злиття відмінили.
У березні 2025 року Nissan оголосив, що головний директор з планування Іван Еспіноза займе посаду головного виконавчого директора з 1 квітня 2025 року, а Макото Учіда піде у відставку на тлі зростаючого тиску через зниження прибутків компанії та провал переговорів про злиття з Honda. 

## Моделі
Докладніше: Список автомобілів Nissan

## Розташування заводів-виробників
Дані вебсайту Nissan's international corporate.

Розташування заводів-виробників Nissan Motor Company

- Японія «Nissan».Штаб-квартири у м. Йокогама (район Нісі) та у м. Токіо (район Чюо). Заводи у:
  - Оппама, м. Йокосука, Префектура Канаґава (Завод «Оппама & Дослідницький центр»);
  - м. Камінокава, Префектура Тотіґі (Завод «Тотіґі»);
  - м. Канда, Префектура Фукуока (Заводи «Nissan Motor Kyushu»[24] & «Nissan Shatai Kyushu»;[25]);
  - Район Канаґава м. Йокогама, Префектура Канаґава (Завод «Йокогама»);
  - м. Івакі, Префектура Фукусіма (Завод «Івакі»);
  - м. Хірацука, Префектура Канаґава (Завод «Nissan Shatai Shonan»);
  - м. Наґоя, префектура Айті (Aichi Machine Industry) Заводи «Ацура & Ейтоку»;
  - м. Мацусака Префектура Міє (Завод «Aichi Machine Industry», Мацусака);
  - м. Цу, Префектура Міє (Завод «Aichi Machine Industry», Цу);
  - м. Уджі, Префектура Кіото («Автомобільні заводи Кіото»);
  - м. Самукава, Префектура Канаґава (Завод «Nissan Kohki» [Архівовано 20 січня 2013 у Wayback Machine.]);
  - м. Дзама (Канаґава), Префектура Канаґава (Складальні лінії заводу «Дзама» було закрито у 1995, На даний час це «Загальний виробничо-інженерний центр» («Global Production Engineering Center») та місце зберігання історичних моделей).
- Японія «UD Trucks» (до 1 лютого 2010 — «Nissan Diesel Motor Co Ltd»). Штаб-квартира та завод у м. Аґео, Префектура Сайтама. Із 2007 року є власністю Volvo Group).
- США «Nissan Motor Mfg Corp USA». Штаб-квартири у м. Смирна, штат Теннессі, у м.  Нашвілл, штат Теннессі та у м. Кантон, штат Міссісіпі. Заводи у:
  - м. Смирна, штат Теннессі;
  - м. Дичерд, штат Теннессі (двигуни);
  - м. Кантон, штат Міссісіпі (автобуси).
- США «Ford Motor Company». Штаб-квартира та завод у м. Дірборн, штат Мічиган (Nissan Quest).
- Канада «Ford Motor Company of Canada Limited». Штаб-квартира та завод у м. Оквілл, провінція Онтаріо (Nissan Quest).
- Мексика «Nissan Mexicana SA de CV». Штаб-квартира у м. Куернавака, штат Морелос. Заводи у:
  - м. Куернавака, штат Морелос;
  - м. Аґуаскальєнтес, штат Аґуаскальєнтес.
- Мексика «Ford Motor Co SA de CV». Штаб-квартира у м. Ріо-Верде, штат Сан-Луїс-Потосі (Nissan Quest).
- Австралія «Nissan Motor Co Australia Pty Ltd». Штаб-квартира у м. Клайтон (передмістя Мельбурна), штат Вікторія[26].
- Нова Зеландія «Nissan New Zealand Ltd». Штаб-квартира у м. Манукау-Сіті (район Окленда)[27].
- Нова Зеландія «Nissan Diesel New Zealand Ltd». Штаб-квартира і завод у м. Манукау-Сіті (район Окленда).
- Бразилія «Nissan Do Brasil Automobeis Ltda». Штаб-квартира у м. Сан-Жозе-дус-Піньяйс, штат Парана. Заводи у:
  - м. Сан-Жозе-дус-Піньяйс, штат Парана (Завод Renault-Nissan);
  - м. Резенде, штат Ріо-де-Жанейро, (у процесі будівництва)[28]
- Колумбія «CIA Autoensamble Nissan Ltda». Штаб-квартира та завод у м. Санта-Фе-де-Богота́, департамент Кундинамарка.
- ПАР «Nissan SA (Pty) Ltd». Штаб-квартира та завод у м. Росслін, провінція Ґаутенг.
- Марокко «SOMACA» ((Renault-Nissan Alliance)). Штаб-квартира у м. Касабланка район Аїн-ас-Сабах. Завод у:
  - м. Танжер, провінція Танжер (Завод «Renault-Nissan Alliance» у процесі завершення будівництва).
- Південна Корея «Renault Samsung Motors Co., Ltd». Штаб-квартира та завод у м. Пусан.
- КНР «Dongfeng Automobile Co Ltd». Штаб-квартира та завод у м. Сян'ян, провінція Хубей.
- КНР «Zhengzhou Nissan Automobile Co Ltd». Штаб-квартира та завод у м. Чженчжоу, провінція Хенань.
- КНР «Dongfeng Nissan Diesel Motor Co Ltd». Штаб-квартира та завод у м. Ханчжоу, провінція Чжецзян.
- Індія «Renault Nissan Automotive India Pvt Ltd». Штаб-квартира та Дизайнерський центр у м. Мумбаї, штат Махараштра. Заводи у:
  - м. Ченнаї, (індустріальний район Ораґадам), штат Тамілнаду;
  - м. Канчіпурам, штат Тамілнаду.
- Індія «Ashok Leyland Nissan Vehicles Ltd». Штаб-квартира та завод у м. Ченнаї (індустріальний район Нанданам), штат ТамілНаду.
- Індонезія «PT. Nissan Motor Indonesia». Штаб-квартира у м. Джакарта. Завод у:
  - м. Цікампек, Парвекарта, провінція Західна Ява.
- Таїланд «Siam Motors&Nissan Sales Co Ltd». Штаб-квартира у індустріальному районі Бан Плі, провінція Самутпракан. Завод у:
  - індустріальному районі Бан На, провінція Самутпракан.
- Таїланд «Nissan Motor (Thailand) Co. Ltd.». Штаб-квартира та завод у індустріальному районі Бан Сао Тхон, провінція Самутпракан.
- Республіка Китай Nissan Motor Co, Ltd. Штаб-квартира та завод у м. Тайбей, Тайвань.
- Велика Британія «Nissan Motorsports International Co Ltd». Штаб-квартира та завод у м. Дідкот, графство Оксфордшир.
- Велика Британія «Nissan Motor Manufacturing (UK) Ltd». Штаб-квартира та завод у містечку Вашингтон, що у м.  Сандерленд, графство Тайн і Вір (Північно-Східна Англія).
- Іспанія «Nissan Motor Iberica SA». Штаб-квартира у м. Барселона (Каталонія). Заводи у:
  - м. Барселона, Каталонія;
  - м. Монкада-і-Раш'як, провінція Барселона;
  - м. Авіла, провінція Авіла;
  - провінції Кантабрія.
- Іспанія «Mecanissan SL». Штаб-квартира та завод у м. Барселона (Каталонія).
- Росія «Ниссан Мэнуфэкчуринг Рус ООО». Штаб-квартира у м. Москва. Завод у:
  - м. Санкт-Петербург (промзона Кам'янка), Ленінградська обл. перейшов у  правовланості ФГУП «НАМИ», підконтрольного Мінпромторгу Під ООО росії.
- Італія «Nissan Italia Srl». Штаб-квартира та завод у м. Капена, провінція Рим.

## Дизайнерські центри та студії
Дані вебсайту Nissan USA
- Японія «Global Nissan Design Center» у м. Ацуґі, префектура Канаґава
  -  Японія «Creative Box, Inc.» у м. Токіо
  -  США «Nissan Design America» у м. Сан-Дієго, штат Каліфорнія
  -  Велика Британія «Nissan Design Europe» у м. Лондон
  -  КНР «Nissan Design China» у м. Пекін